# Adam Broomberg

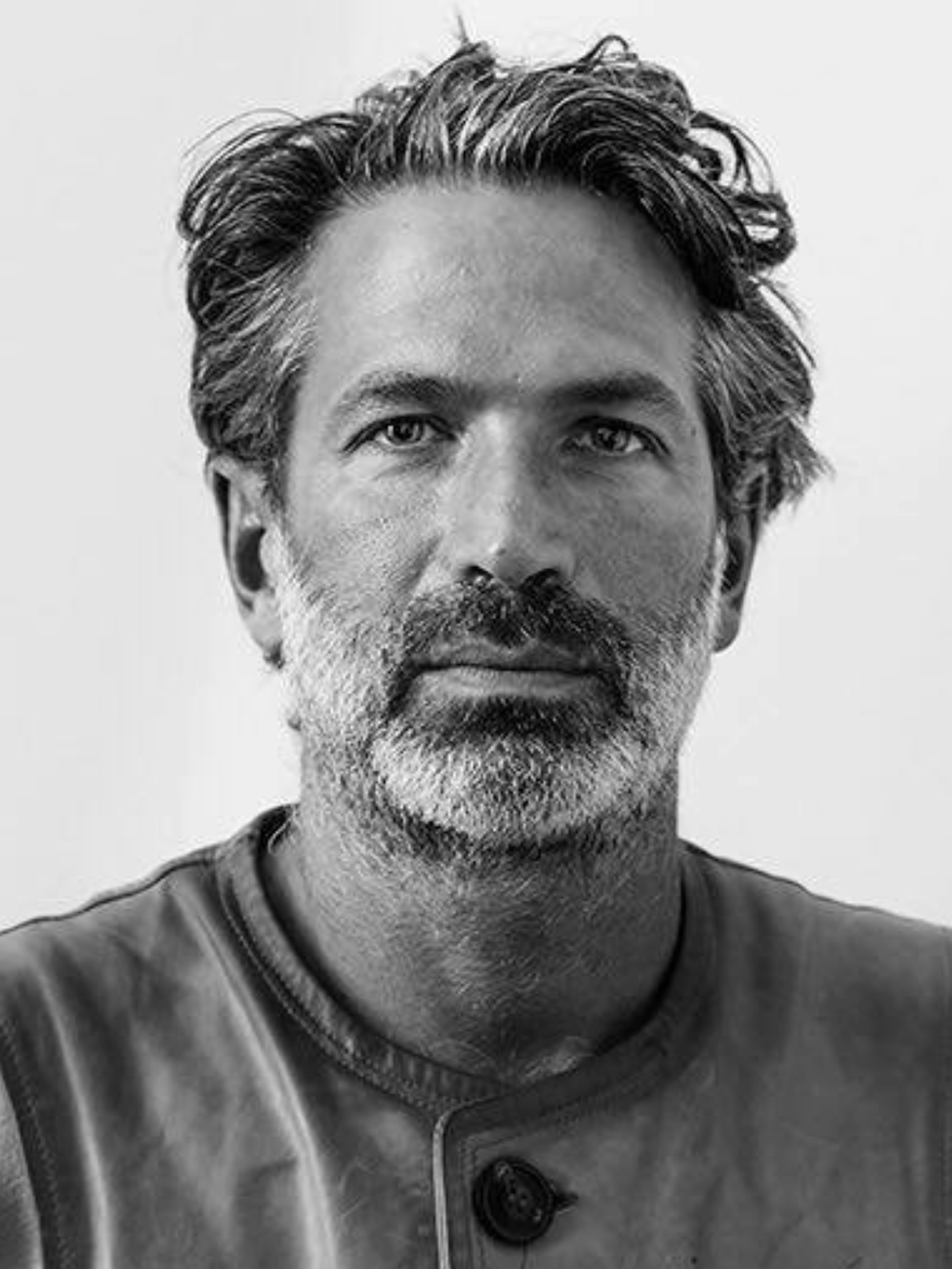
Adam Broomberg

Adam Broomberg (geboren am 11. November 1970) ist ein südafrikanischer Künstler, Kunstpädagoge und Aktivist, der derzeit in Berlin, lebt. Zusammen mit dem palästinensischen Aktivisten Issa Amro ist er Mitbegründer und Koordinator der NGO Artists + Allies x Hebron. Broombergs Arbeiten befassen sich häufig mit Themen wie Konflikten, Macht und der Darstellung von Wahrheit in der heutigen Gesellschaft. Trotz seiner erfolgreichen Karriere setzt er sich weiterhin dafür ein, bestehende Machtstrukturen in Frage zu stellen und Kunst als Mittel zur Förderung des gesellschaftlichen Wandels einzusetzen. Seine Arbeiten inspirieren und provozieren die Betrachter, indem sie sie dazu auffordern, die Welt um sie herum kritisch zu betrachten und sich mit unbequemen Wahrheiten auseinanderzusetzen.

## Jugend und Ausbildung
Broomberg wuchs in dem politisch aufgeladenen Umfeld der Apartheid-Ära auf, was seine spätere künstlerische Praxis nachhaltig beeinflusste. Dass er in einer Gesellschaft der Rassentrennung aufwuchs, prägte sein Bewusstsein für soziale Ungleichheit und förderte seinen Wunsch, herrschende Narrative durch seine Arbeit zu hinterfragen.
1998 schloss Broomberg ein Studium in Bildender Kunst an der Universität Kapstadt mit einem Bachelor of Arts ab, gefolgt von einem Master-Abschluss in Bildender Kunst am Goldsmiths, University of London, wo er auf seinen Kollegen Oliver Chanarin traf, mit dem er in Zukunft häufig zusammenarbeiten sollte.

## Lehrtätigkeit und akademische Laufbahn
Broomberg unterrichtet und hatte verschiedene akademische Positionen inne.
Von 2015 bis 2021 war er Professor für Fotografie an der Hochschule für bildende Künste (HFBK) in Hamburg, Deutschland. An der Königlichen Akademie der Künste (KABK) in Den Haag unterrichtete er am Fachbereich für Fotografie und Gesellschaft (einen von ihm mitgestalteter Lehrgang). Broombergs Engagement für Bildung geht über den Hörsaal hinaus, er leitet häufig Workshops und hält Vorträge an internationalen Institutionen.

## Zusammenarbeit mit Oliver Chanarin
Anfang der 2000er Jahre ging er eine kreative Partnerschaft mit seinem Künstlerkollegen Oliver Chanarin (geboren 1971 in London) ein. Für ihre Publikation War Primer 2 erhielten die beiden den Deutsche Börse Photography Foundation Prize. Ihre Arbeiten wurden für ihre intellektuelle Strenge, ihre technische Innovation und ihre Fähigkeit, einen sinnvollen Dialog anzuregen, gelobt. Mehrere Ausstellungen, Projekte und Publikationen entstanden aus dieser Zusammenarbeit, bis sie sich mit einer Retrospektive in Barcelona trennten:

### Ausstellungen

#### 2021
- The Late Estate Broomberg & Chanarin, Fabra i Coats Centre d'Art Contemporani, Barcelona, Spanien.[8]

#### 2019
- Woe from Wit, Synthesis Gallery, Berlin.[9]

#### 2018
- Broomberg & Chanarin: Divine Violence, Centre Georges Pompidou, Paris, Frankreich.[10]
- Fig-futures, WEEK 3 / Broomberg & Chanarin, Kettle's Yard, Cambridge, Großbritannien.[11]
- Bandage the knife, not the wound, Nogueras Blanchard Gallery, Madrid, Spanien.[12]
- Bandage the knife, not the wound, Goodman Gallery, Johannesburg, Südafrika.[13]

#### 2017
- Not For Publication And Sale In Iran, Ag Galerie, Tehran, Iran.[14]
- The Bureaucracy of Angels (Auftragswerk), Kings Cross St. Pancras, Art on the Underground – TFL, London, Großbritannien.[15]
- Trace Evidence, Lisson Gallery, Mailand, Italien.[16]

#### 2016
- Don’t Start With The Good Old Things But The Bad New Ones, C/O Berlin, Berlin.[17]

#### 2015
- Every piece of dust on Freud's couch, Freud Museum, London.[18]
- Rudiments, Lisson Gallery, London, Großbritannien.[19]
- People in Trouble Laughing Pushed to the Ground, Belfast Exposed, Belfast, Großbritannien.[20]
- To Photograph the Details of a Dark Horse in Low Light, Foam Fotografiemuseum, Amsterdam, Niederlande.[21]
- Divine Violence, Goodman Gallery, Kapstadt, Südafrika.[22]

### Publikationen

#### 2015
- Humans and Other Animals (monograph), Adam Broomberg & Oliver Chanarin, Tate Publishing.
- Spirit is a Bone (monograph), Adam Broomberg & Oliver Chanarin, MACK, London. ISBN 978-1-910164-18-1.

### Politische Aktivitäten

#### Polaroid und Apartheid + Kodak und Rasse
Im Jahr 2013 verbrachten Broomberg und Chanarin einen Monat in Südafrika, um auf die Voreingenommenheit der Fotografie gegenüber der Hautfarbe während der Apartheid hinzuweisen; dazu machten sie Bilder »auf jahrzehntealtem Filmmaterial …, das nur für weiße Gesichter entwickelt worden war«. Sie verwendeten die alte ID-2-Kamera von Polaroid, die einen „Boost“-Knopf zur Verstärkung des Blitzes hatte – damit konnte man Schwarze für die berüchtigten Ausweise oder »Dompas« fotografieren, die es dem Staat erlaubten, ihre Bewegungen zu kontrollieren.

#### Spirit is a Bone
Ein weiteres Projet mit Oliver Chanarin ist Spirit is a Bone, bei dem sie sich mit den Gefahren der Gesichtserkennung (beispielsweise in Russland) auseinandersetzen. Dabei zeigen sie auf, wie die fotografierten Gesichter keinen Kontakt zwischen dem Objekt und dem Fotografen zeigen, auf ihre Aufgabe reduziert und somit zum »digitalen Äquivalent einer Totenmaske« werden.

#### Baby It’s Cold Outside
Im Jahr 2016, kurz vor dem Brexit-Referendum, entwarfen und verkauften er und Oliver Chanarin ethisch hergestellte T-Shirts mit dem Slogan „Baby It's Cold Outside“ der sich auf den gleichnamigen Weihnachtsschlager aus den 1940er Jahren bezog, um gegen einen möglichen Austritt aus der EU zu protestieren. »Meine Familie ist vor dem Holocaust aus Europa geflohen, ich bin in Afrika aufgewachsen, ich habe in Italien gelernt, Künstler zu sein, und ich lebe seit 20 Jahren in England. Ich fühle mich in der Welt zu Hause«, sagte Broomberg in einem Interview mit Dazed Digital.
Einzelwerke und -ausstellungen (Auswahl)
Neben seinen Gemeinschaftsprojekten hat Broomberg auch international gearbeitet und ausgestellt. Seine Fotografien vermitteln oft ein Gefühl von Intimität und Verletzlichkeit und regen den Betrachter dazu an, sich mit unbequemen Wahrheiten auseinanderzusetzen und etablierte Normen zu hinterfragen. Seine Einzelausstellungen fanden in Galerien und Institutionen weltweit statt, darunter die Tate Modern in London, das Centre Pompidou in Paris und das Stedelijk Museum in Amsterdam. Seine Arbeiten sind in den Sammlungen von Institutionen wie dem Museum of Modern Art (MoMA) in New York, dem Victoria and Albert Museum in London und dem Art Institute of Chicago vertreten. Dies sind seine jüngsten Arbeiten:
- (2022) Adam Broomberg „Glitter in My Wounds“ @ Signs and Symbols, New York, USA.[28]
- (2021) Matthew Krouse, kunsthallo, London, Großbritannien.[29]
- (2020) Bureaucracy of Angels (online), signs and symbols, New York, USA.[30]

## Bibliografie

### 2023
- Vitamin C+: Collage in Contemporary Art (book), edited by Rebecca Morrill, Phaidon Press: London & New York ISBN 978-1-83866-557-9.
- Rubin, Birgitta, „Fantasieggande vårprogram på Magasin III“ (Imaginative spring program at Magasin III), Dagens Nyheter, March 1

### 2022
- Ruka, Elīna, „The (art) world of Adam Broomberg,“ FK Magazine, October 6
- Phearse, Terrence, „Adam Broomberg: Rare and Bare“, Musée Magazine, Issue No. 27, June 2022 signs and symbols | New York, New York | www.signsandsymbols.art
- Sanchez, Gabriel H., „The Camera Bag: Great Photography to See Now“, PhotoSpark, January 25
- Glitter in My Wounds, signs and symbols, New York, New York ISBN 978-1-913620-36-3.
- Capone, Emily, ”EXHIBITION REVIEW: Adam Broomberg with CAConrad and Gersande Spelsberg” Musée Magazine, January 12

### 2021
- Glitter in My Wounds (monograph), Adam Broomberg + CAConrad + Gersande Spelsberg, MACK, London, UK. ISBN 978-1-913620-36-3.

### 2017
- Benjamin und Brecht: Thinking in Extremes (catalog), Akademie der Künste
- Co-Art: Artists on Creative Collaboration (book), Ellen Mara De Wachter, Phaidon. ISBN 978-0-7148-7288-9.
- Das Gesicht: Bilder, Medien, Format (catalog), Deutsche Hygiene-Museum, Dresden
- In/Visible War: The Culture of War in Twenty-First-Century America (book), Rutgers University Press
- Photography And Collaboration: From Conceptual Art To Crowdsourcing (book), Daniel Palmer, Bloomsbury Publishing. ISBN 978-1-350-00831-1.
- Yokohama Triennale: Islands (catalog), Constellations & Galapagos

### 2016
- Emanations: The Art of the Cameraless Photograph (book), Geoffrey Batchen, The Govett-Brewster Art Gallery and DelMonico Books – Prestel. ISBN 978-3-7913-5504-7.
- Il y a de l'autre (catalog), Julie Jones and Agnés Geoffrey, RM/JUMEX
- Watched: Surveillance, Art and Photography (catalog), Cornerhouse Publications

### 2015
- Art & Religion in the 21st Century (book), Aaron Rosen, Thames & Hudson. ISBN 978-0-500-29303-4.
- Art in the Age of... (catalog), Witte de With Center for Contemporary Art
- COLORS: A Book About a Magazine About the Rest of the World (book), Damiani / Fabrica. ISBN 978-88-6208-424-6.
- Perspectives on Place: Theory and Practice in Landscape Photography (book), J.A.P Alexander, Bloomsbury. ISBN 978-1-4725-3389-0.
- Rudiments (catalog), Centre for Contemporary Art Ujazdowski Castle

## Auszeichnungen und Anerkennung
Broomberg erhielt im Laufe seiner Karriere zahlreiche Preise und Auszeichnungen für seine Beiträge im Bereich der zeitgenössischen Kunst.

### 2018
- Photo Text Book Award at the Arles Photo Festival, Arles, Frankreich (gemeinsam mit Chanarin)[31]

### 2014
- Infinity Award, International Center of Photography, New York, New York (gemeinsam mit Chanarin)[32]

### 2013
- Deutsche Börse Photography Prize, The Photographers' Gallery, London, UK (gemeinsam mit Chanarin)[5]

### 2004
- Vic Odden Award, Royal Photographic Society, Bath, UK (gemeinsam mit Chanarin)[33]

## Politische Aktivitäten
Als er 16 Jahre alt war, gründete Broomberg zusammen mit anderen jungen Studenten wie Yaёl Farber in Südafrika eine politische Organisation namens „Linx“, die junge weiße Südafrikaner über die Apartheid aufklären sollte.

### Hands off our Revolution
Später im selben Jahr beklagte er sich darüber, dass der Kunstmarkt (vor allem die Miami Basel) nach dem Wahlsieg von Donald Trump „business as usual“ betreibe. Um »den Stimmen des modernen Faschismus entgegenzutreten«, rief Broomberg „Hands off our Revolution“ ins Leben, ein gemeinschaftliches webbasiertes Kunstprojekt, an dem Künstler, Denker und Forscher beteiligt sind. »Die Sprache der Revolution wurde erneut von den Rechten usurpiert«, heißt es in dem Manifest. Diesmal ist die Bedrohung in Form von Donald Trumps »weißem« Faschismus nicht nur in den Vereinigten Staaten zu spüren. Trumps Wahl hat den rechten Flügel auf der ganzen Welt ermutigt."

### Artists + Allies x Hebron
Die von Broomberg gegründete Initiative konzentriert sich auf die umfangreichen Überwachungsmethoden der israelischen Behörden zur Kontrolle der Palästinenser in und um Hebron. Aufgrund des umfassenden Einsatzes von Gesichtserkennungstechnologie wird die Initiative »Facebook für Palästinenser« genannt. Die gleiche Technologie wurde in einem Projekt namens „Counter-Surveillance: H2“ verwendet, bei dem Technologie, die zuvor zur Überwachung von Palästinensern eingesetzt wurde, zum Schutz der Olivenbaumernte umgewandelt wurde. In einem anderen Projekt wurde Facebook-CEO Mark Zuckerberg zu einem »informellen Gespräch« eingeladen, in dem es darum ging, wie die Pandemie die soziale Interaktion herausfordert.

## Kritik
Im Februar 2023 verteidigte er sich in einem Zeit-Artikel gegen Antisemitismusvorwürfe von Stefan Hensel, dem Hamburger Antisemitismusbeauftragten. Broomberg sagte, er habe Angst um seine Zukunft in Deutschland und verteidigte seine Unterstützung für BDS.
In einem taz-Artikel aus dem Jahr 2021 wandte er sich gegen die Hochschule für bildende Künste Hamburg (HFBK), die die Zusammenarbeit mit ihm beendete, weil er die anhaltende israelische Besetzung der palästinensischen Gebiete als „Apartheid“ bezeichnete.